# CLLU1OS
CLLU1OS (англ. Chronic lymphocytic leukemia up-regulated 1 opposite strand) – білок, який кодується однойменним геном, розташованим у людей на 12-й хромосомі. Довжина поліпептидного ланцюга білка становить 101 амінокислот, а молекулярна маса — 10 963.
| 10         |  | 20         |  | 30         |  | 40         |  | 50         |
| ---------- |  | ---------- |  | ---------- |  | ---------- |  | ---------- |
| MNKLGHNELK |  | ECLKTATDSL |  | QTVQPSISQT |  | CTSYGPALGA |  | PLPGRNEVAL |
| LTSLPPNYEI |  | SEGKPRAISA |  | YVRAGKGNVT |  | RRRKKTHLGN |  | DDGKKEAQEK |
| M          |  |            |  |            |  |            |  |            |

A: Аланін

C: Цистеїн

D: Аспарагінова кислота

E: Глутамінова кислота

G: Гліцин

H: Гістидин

I: Ізолейцин

K: Лізин

L: Лейцин

M: Метіонін

N: Аспарагін

P: Пролін

Q: Глутамін

R: Аргінін

S: Серин

T: Треонін

V: Валін